# The View (píseň)
„The View“ je společná píseň hudebníka Lou Reeda a skupiny Metallica. Byla představena dne 27. září 2011 jako první a jediný singl z jejich společného alba Lulu. Úryvek z písně byl představen již dříve toho měsíce. K písni byl rovněž natočen videoklip, jehož režisérem byl Darren Aronofsky. Sleduje hudebníky hrající zkrácenou verzi písně v nahrávacím studiu.